# جون غراسي
جون غراسي هو مغني كندي، ولد في 1956.

## وصلات خارجية
- الموقع الرسمي
- جون غراسي على موقع ميوزك برينز (الإنجليزية)
- جون غراسي على موقع أول ميوزيك (الإنجليزية)
- جون غراسي على موقع ديسكوغز (الإنجليزية)